# Парламентские выборы в Германии (1907)
Федеральные выборы были проведены в Германии 25 января 1907 года. Социал-демократическая партия (СДПГ) набрала наибольшее число голосов, но получила лишь 43 депутатских мандата из-за меньшей численности избирателей в сельских округах по сравнению с городскими. Партия Центра, получив 105 из 397 мест, осталась крупнейшей партией в рейхстаге. Явка избирателей составила 84,7 %.
Выборы были отмечены немецкой колониальной войной в Германской юго-западной Африке против Гереро и Нама (в то время в Европе их называли «готтентотами»). Консерваторы и национал-либералы выступали за продолжение жесткой борьбы с Гереро и Намой, социал-демократы и члены Партии центра, критиковали эту борьбу. 13 декабря 1906 года против величины военных кредитов (26 миллионов рейхсмарок) проголосовали Центр, социал-демократы и левое либеральное большинство. Рейхсканцлер Фюрст фон Бюлов через день получил от императора резолюцию о роспуске рейхстага, после которой были проведены новые парламентские выборы.

## Результаты
| Партия                                                                               | Голосов    | %    | Мест | +/-          |
| ------------------------------------------------------------------------------------ | ---------- | ---- | ---- | ------------ |
| Социал-демократическая партия Германии                                               | 3 259 000  | 29,0 | 43   | ▼38          |
| Партия центра                                                                        | 2 179 800  | 19,4 | 105  | ▲5           |
| Национал-либеральная партия                                                          | 1 630 600  | 14,5 | 54   | ▲3           |
| Немецкая консервативная партия                                                       | 1 060 200  | 9,4  | 60   | ▲6           |
| Народная партия свободномыслящих                                                     | 736 000    | 6,5  | 28   | ▲7           |
| Свободно-консервативная партия                                                       | 471 900    | 4,2  | 24   | ▲3           |
| Польская партия                                                                      | 453 900    | 3,9  | 20   | ▲4           |
| Союз свободомыслящих                                                                 | 359 300    | 3,2  | 14   | ▲5           |
| Антисемиты                                                                           | 248 500    | 2,2  | 16   | ▲5           |
| Немецкая народная партия                                                             | 138 600    | 1,2  | 7    | ▲1           |
| Немецкая аграрная лига                                                               | 119 400    | 1,1  | 8    | ▲4           |
| Экономический союз                                                                   | 104 600    | 0,9  | 5    | новая партия |
| Эльзас-Лотарингская партия                                                           | 103 600    | 0,9  | 7    | ▼2           |
| Немецкая ганноверская партия                                                         | 78 200     | 0,7  | 1    | ▼5           |
| Баварская фермерская лига                                                            | 75 300     | 0,7  | 1    | ▼3           |
| Датская партия                                                                       | 15 000     | 0,1  | 1    | 0            |
| Прочие                                                                               | 219 100    | 1,9  | 3    | 0            |
| Недействительных голосов                                                             | 50 100     | -    | -    | -            |
| Всего                                                                                | 11 303 500 | 100  | 397  | 0            |
| Зарегистрировано избирателей/явка                                                    | 13 352 900 | 84,7 | -    | -            |
| Источник: Nohlen & Stöver, DGDB Архивная копия от 14 августа 2017 на Wayback Machine |            |      |      |              |